# آنزلا وورونووا
آنزلا وورونووا (استونیایی: Anzela Voronova؛ زادهٔ ۴ اکتبر ۱۹۶۸) تیرانداز زن اهل استونی است.
وی در مسابقات کشوری و بین‌المللی در مجموع برندهٔ ۱ مدال طلا، ۴ مدال برنز شده‌است.